# メルキュレ
メルキュレ（Mercurey）は、フランスのブルゴーニュ地域圏ブルゴーニュ＝フランシュ＝コンテ地域圏北部にあるコミューン。シャロン＝シュル＝ソーヌの北西約10kmの位置にある。

## 歴史
中世からルネサンス期にかけて、この辺りの中心都市として栄えたため、中心街には12世紀に建築された教会堂や城など、歴史的建造物や遺跡が多く、観光都市としても見どころの多い村である。

## ワイン
シャロネーズ地区ではもっとも評価の高いメルキュレAOCを生産する村として知られている。

## 脚注

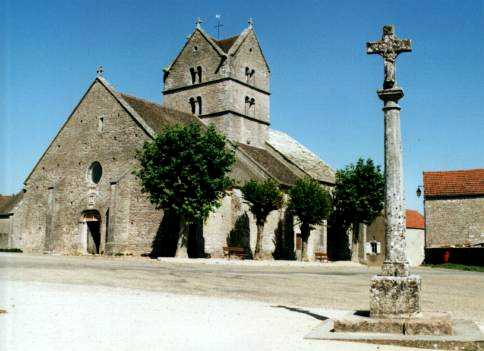
Eglise St Symphorien de Touches, Mercurey

## 人口統計
| 1962年 | 1968年 | 1975年 | 1982年 | 1990年 | 1999年 | 2006年 | 2009年 |
| ------ | ------ | ------ | ------ | ------ | ------ | ------ | ------ |
| 1298   | 1397   | 1414   | 1328   | 1276   | 1269   | 1310   | 1310   |

参照元:Insee,,